# Phaeneumon phoenix
Phaeneumon phoenix är en stekelart som beskrevs av Ian D. Gauld 1984. Phaeneumon phoenix ingår i släktet Phaeneumon och familjen brokparasitsteklar. Inga underarter finns listade i Catalogue of Life.